# آگوستینو ۱۲۸۴۸
سیارک ۱۲۸۴۸ (به انگلیسی: 12848 Agostino، نامگذاری:1997NK10) دوازده هزار و هشتصد و چهل و هشتمین سیارک کشف شده‌است که در ۱۰ ژوئیه ۱۹۹۷ کشف شد.
قدر مطلق سیارک برابر ۱۳٫۸۰ است.